# Saint-Priest-de-Gimel
Saint-Priest-de-Gimel ist eine französische Gemeinde mit 479 Einwohnern (Stand 1. Januar 2022) im Département Corrèze in der Region Nouvelle-Aquitaine. Die Gemeinde ist Mitglied des Gemeindeverbandes Tulle Agglo.

## Geografie
Die Gemeinde liegt im Zentralmassiv am Fluss Montane und ist von ausgedehnten Wäldern umgeben. Die Präfektur des Départements Tulle befindet sich rund 13 Kilometer südwestlich.
Nachbargemeinden von Saint-Priest-de-Gimel sind Corrèze im Norden, Eyrein im Nordosten, Saint-Martial-de-Gimel im Süden sowie Gimel-les-Cascades im Westen.

## Einwohnerentwicklung

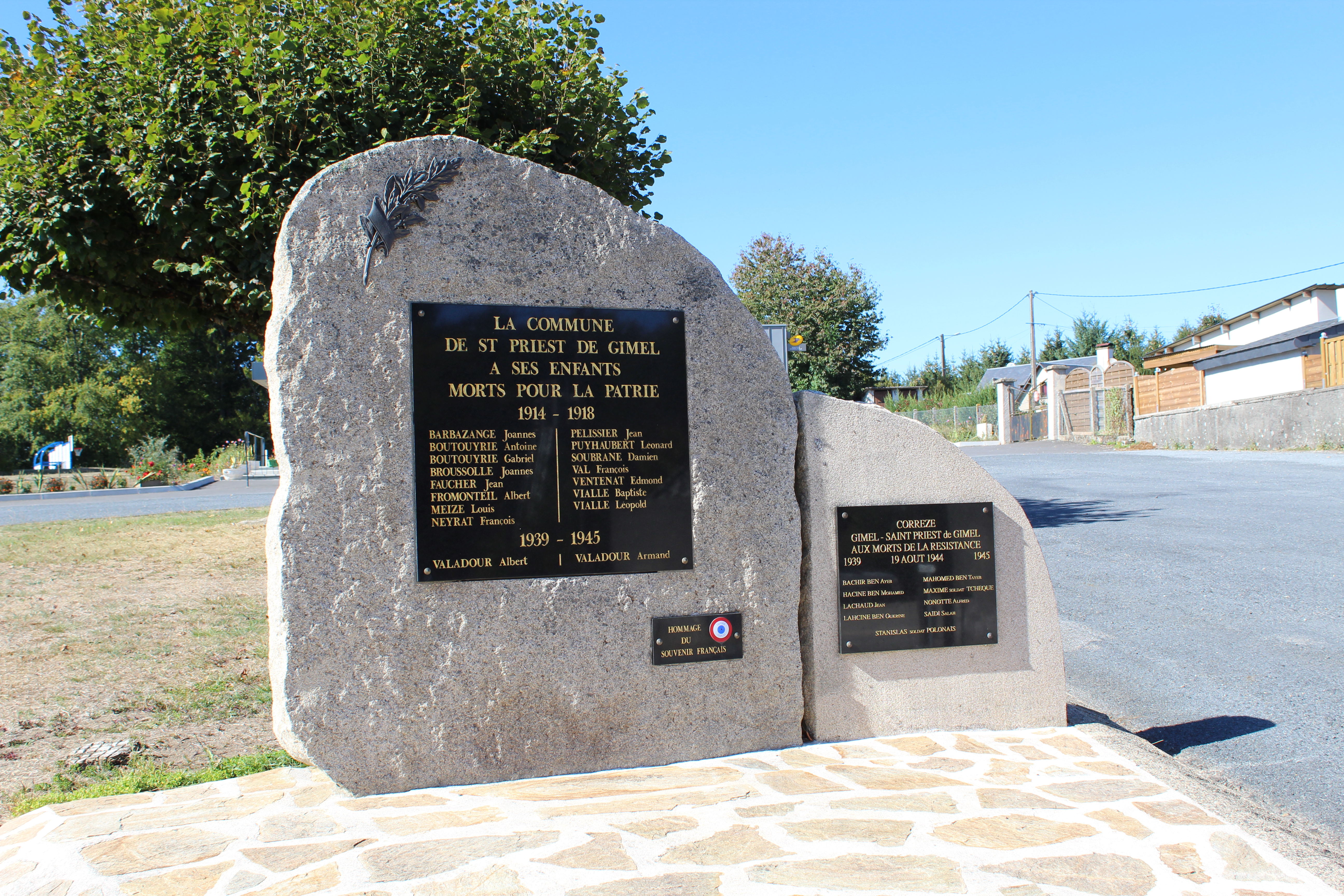
Gefallenendenkmal

| Jahr      | 1962 | 1968 | 1975 | 1982 | 1990 | 1999 | 2007 | 2016 |
| Einwohner | 365  | 389  | 421  | 365  | 412  | 416  | 463  | 496  |